# Ryzyko modelu
Ryzyko modelu – oznacza potencjalną stratę, jaką może ponieść instytucja, w wyniku decyzji, które mogły zasadniczo opierać się na danych uzyskanych przy zastosowaniu modeli wewnętrznych, z powodu błędów w opracowaniu, wdrażaniu lub stosowaniu takich modeli.